# Ipomoea cardiophylla
Ipomoea cardiophylla är en vindeväxtart som beskrevs av Asa Gray. Ipomoea cardiophylla ingår i släktet praktvindor, och familjen vindeväxter. Inga underarter finns listade i Catalogue of Life.